# Trichostomum villaumei
Trichostomum villaumei är en bladmossart som beskrevs av Thériot 1923. Trichostomum villaumei ingår i släktet lansettmossor, och familjen Pottiaceae. Inga underarter finns listade i Catalogue of Life.